# Bảo Anh (diễn viên)
Bảo Anh (tên đầy đủ: Phạm Bảo Anh, sinh ngày 12 tháng 5
năm 1981 tại Hà Nội) là một nam diễn viên người Việt Nam được biết đến nhiều nhất qua các vai diễn công an trong các bộ phim thuộc loạt phim Cảnh sát hình sự và vai diễn Bảo "Ngậu" trong Người phán xử... Vào năm 2017, anh đã lọt vào Top 5 đề cử hạng mục "Nam diễn viên ấn tượng" của giải Ấn tượng VTV. Anh được mọi người đặt cho biệt danh là "Anh chiến sĩ công an đẹp trai nhất màn ảnh nhỏ".

## Tiểu sử và sự nghiệp
Bảo Anh sinh ngày 12 tháng 5 năm 1981 tại Hà Nội. Anh từng là một sinh viên ngành kinh tế và đã có vài tấm bằng đại học. Thế nhưng duyên số đưa đẩy lại đưa anh đến với nghề diễn viên. Anh theo học lớp diễn viên truyền hình, khóa 2 của Trung tâm Phim truyền hình Việt Nam. Nam diễn viên này cũng từng có thời gian chu du khắp nơi trên thế giới. Anh từng sống ở Hà Lan, Đài Loan, Tây Tạng, Quảng Châu, Texas... trong khoảng thời gian từ nửa năm đến 1 năm. Sau khi học diễn xuất tại Trung tâm VFC, Bảo Anh bắt đầu nhận được nhiều lời mời đóng phim, nên từ đó anh mới quyết định gắn bó với nghề diễn viên. Nhưng cho đến năm 2008, anh đã quyết định rời bỏ nơi thị thành phồn hoa về sinh sống ở cùng quê.

## Đời tư
Anh là một người rất kín tiếng về đời tư và từ chối tiết lộ tên và các thông tin cá nhân về vợ anh. Năm 2013, anh kết hôn với Trịnh Minh Tâm (kém anh 11 tuổi) và cả hai có với nhau 2 người con gái và 1 người con trai.

## Danh sách phim
| Năm  | Tựa phim                    | Vai diễn                          | Đạo diễn                                           | Kênh        | Ghi chú                                          |
| ---- | --------------------------- | --------------------------------- | -------------------------------------------------- | ----------- | ------------------------------------------------ |
| 2007 | Phóng viên thử việc         | Hoàng                             | Trần Quốc Trọng                                    | VTV3        |                                                  |
| 2008 | Tên sát nhân có tài mở khóa | Thanh Hùng                        | Trọng Trinh                                        | VTV1        |                                                  |
| 2008 | Hành trình bí ẩn            | Luân                              | Nguyễn Tiến Dũng - Trần Trọng Khôi                 | VTV1        | [ 6 ] [ 7 ] [ 8 ]                                |
| 2009 | Bước nhảy xì tin            | Khánh                             | Vũ Trường Khoa                                     | VTV3        |                                                  |
| 2010 | Mặt nạ hoàn hảo             | Tuấn                              | Nguyễn Tiến Dũng                                   | VTV3        | [ 9 ] [ 10 ] [ 11 ]                              |
| 2010 | Cuồng phong                 | Chính                             | Bùi Huy Thuần                                      | VTV1        | [ 12 ] [ 13 ] [ 14 ] [ 15 ] [ 16 ]               |
| 2010 | Để gió cuốn đi              | Mạnh Hùng/ Phạm Quang Trung       | Nguyễn Mai Hiền                                    | VTC         |                                                  |
| 2010 | Nốt nhạc con gái            | Kiên                              | Bùi Quốc Việt                                      | VTV3        |                                                  |
| 2011 | Đầm lầy bạc                 | Tuấn                              | Bùi Quốc Việt                                      | VTV3        | [ 17 ] [ 18 ] [ 19 ] [ 20 ]                      |
| 2011 | Khúc ca cho tình nhân       | Long                              | Bùi Quốc Việt                                      | VTV3        |                                                  |
| 2015 | Câu hỏi số 5                | Đại úy Nguyễn Đức Anh             | Bùi Quốc Việt                                      | VTV3        | [ 21 ] [ 22 ] [ 23 ] [ 24 ] [ 25 ] [ 26 ] [ 27 ] |
| 2015 | Huyền thoại Mường Trời      | Lò Văn Cầm                        | Nguyễn Văn Đức                                     | VTV1        |                                                  |
| 2016 | Mạch ngầm vùng biên ải      | Long                              | Bùi Huy Thuần                                      | VTV1        |                                                  |
| 2017 | Người phán xử               | Bảo "Ngậu" (Công an chìm)         | Nguyễn Mai Hiền, Nguyễn Danh Dũng, Nguyễn Khải Anh | VTV3        | .                                                |
| 2019 | Mê cung                     | Thiếu tá Trần Đình Quyết          | Nguyễn Khải Anh - Trần Trọng Khôi                  | VTV3        |                                                  |
| 2020 | Mùa xuân ở lại              | Phâu (bố Khzếnh)                  | Nguyễn Danh Dũng                                   | VTV1        |                                                  |
| 2020 | Gái ngàn đô                 | Quân                              | Bùi Huy Thuần                                      | Galaxy Play |                                                  |
| 2020 | Hồ sơ cá sấu                | Trung tá Trần Kim Vũ              | Nguyễn Mai Hiền                                    | VTV3        | [ 33 ]                                           |
| 2021 | Mặt nạ gương                | Đại úy Nghiêm Đức Tùng            | Bùi Quốc Việt                                      | VTV3        | [ 34 ] [ 35 ] [ 36 ]                             |
| 2022 | Gara hạnh phúc              | Khải                              | Bùi Quốc Việt                                      | VTV3        |                                                  |
| 2022 | Gái ngàn đô 2               | Quân                              | Bùi Huy Thuần                                      | Galaxy Play |                                                  |
| 2023 | Biệt dược đen               | Trung tá/Thượng tá Đỗ Thanh Tuyển | Phạm Gia Phương, Trần Trọng Khôi                   | VTV3        |                                                  |
| 2024 | Những nẻo đường gần xa      | Thầy Hải                          | Nguyễn Mai Hiền                                    | VTV1        |                                                  |
| 2024 | Độc đạo                     | Thượng tá Dương Công Phùng        | Phạm Gia Phương, Trần Trọng Khôi                   | VTV3        | Vai công an biến chất đầu tiên                   |
| 2024 | Sao Kim bắn tim sao Hỏa     | Sơn                               | Bùi Quốc Việt                                      | VTV3        |                                                  |

## Giải thưởng
| Năm  | Giải thưởng  | Hạng mục               | (Người) đề cử | Kết quả | Tham khảo |
| ---- | ------------ | ---------------------- | ------------- | ------- | --------- |
| 2017 | Ấn tượng VTV | Nam diễn viên Ấn tượng | Người phán xử | Đề cử   | [ 37 ]    |